# Särkänniemi
Särkänniemi es un parque de atracciones localizado en Tampere, Finlandia. El parque también incluye un acuario, un planetario, un zoológico de mascotas, un observatorio (Näsinneula), un delfinario y un museo de arte. Särkänniemi es el segundo parque de atracciones más popular en Finlandia. Särkänniemi tiene 6 montañas rusas y el gobierno de la ciudad es su propietario. 